# Renault 25

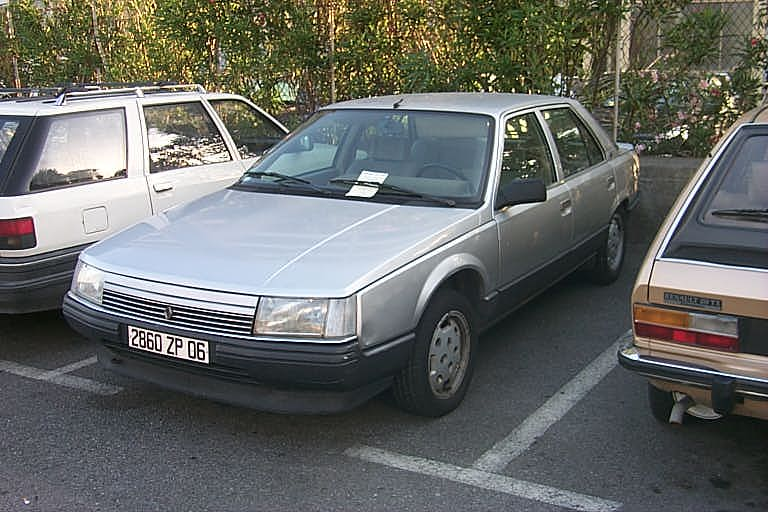
Renault 25

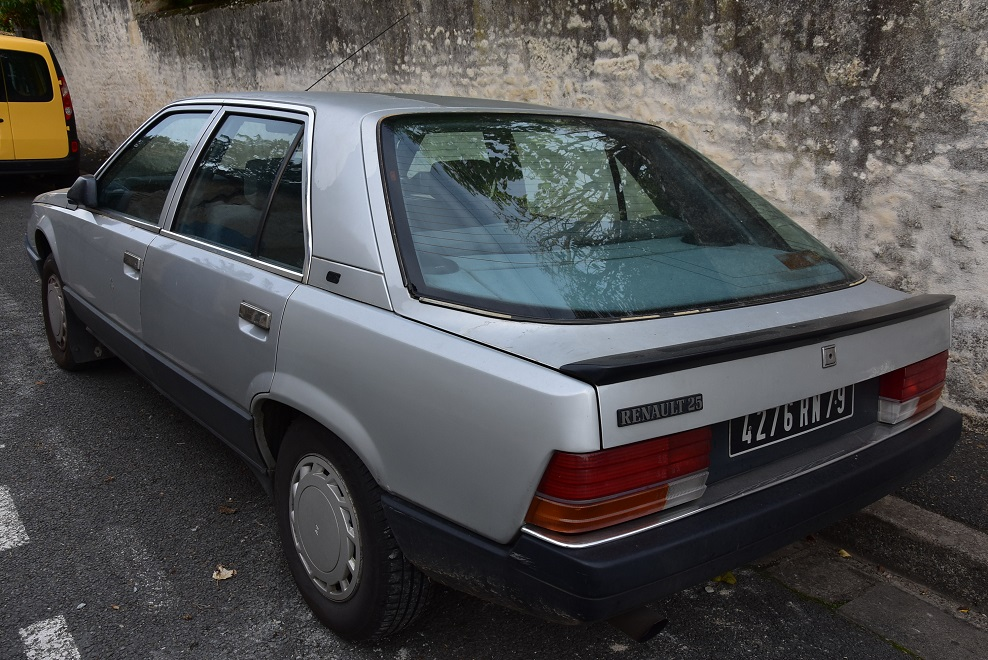
Renault 25 GTS första generationen (1988), 1995 cm3/103 hk - fas 2 börjar omedelbart efter

Renault 25 var en personbilsmodell från Renault.
Renault 25 var efterträdaren till tidigare modellerna Renault 20 (4-cyl och Turbo Diesel-motorer) och 30 (V6 och Turbo Diesel-motorer). Modellen ersattes 1992 (som 1993 årsmodell) av Safrane
Tidslinjen för Renault 25
- 1983: 26 oktober, tillverkades den sista Renault 20. Då hade man byggt 619 312 exemplar, plus 154 281 styck Renault 30.
- 1983: 25 november, släpptes de första bilderna av Renault 25
- 1984: Mars, presentation på bilsalongen i Genève
- 1984: September, presenterades 25 V6 Turbo och en limousine på Bilsalongen i Paris
- 1985: Våren, lansering av V6 Turbo och Limousine
- 1986: Andra hälften, specialserie 25 GTX "abs"
- 1987: Början, Monaco GTS med läderklädsel i en mörkbrun färg, tillval på GTS, TX och V6
- 1987: Mars, 25 TX 2 liter injection 120 hk
- 1987: Maj, specialserie 25 Manager
- 1987: Juli 2,8 liter V6
- Slutet av 1987: Specialserien Fairway
- Slutet av 1987: 25 Symphonie TX K6, Nautic blå
- 1988: Februari, slutar productionen av fas I, efter 467.500 stycken
- 1988: Maj, start av fas II
- 1988: 11 maj, Renault 25 blir den officiella bilen på Cannes Filmfestival
- 1988: September, Baccara presenteras på Bilsalongen i Paris
- 1989: Början, Introduktion av TXI (baserad på GTX)
- 1989: Början, specialserien Auteuil, liknandes Manoir i exportländer.
- 1989: Juli, specialserien Manoir, TX och TX auto, vissa länder även Turbo D och TX V6
- 1989: Oktober, specialserien Camargue på GTS, TX, TX V6, GTD och Turbo D
- 1989: Halva, försvinner TX V6
- 1989: I slutet, katalysator version av V6, nu på 2,8 liter ock med automat
- 1989: I slutet, Baccara med Delta-Mics 16" splitfälg, mer färger och annan interiör färgsättning

- 1990: Mars, Baccara kan nu fås med V6 Turbo på 205 hk
- 1990: Mars, Fas III med TXE till diverse exportländer
- 1990: Oktober, elektroniskt aktiva stötdämpare som option (senare standard på Safrane modellutförande: V6, Quadra, Baccarra och Biturbo)

- Augusti 1991, specialserien Courchevel på GTS, TX, GTD och Turbo-D, parallellt med Meribel
- Slutet av 1991, specialserien Beverly

- 12 februari 1992 Slutade tillverkningen i Sandouville med totalproduktion av 849.687 stycken och 832 Limousine